# IC 4708
IC 4708 је галаксија у сазвјежђу Змај која се налази на листи објеката дубоког неба у Индекс каталогу.
Деклинација објекта је + 61° 9' 25" а ректасцензија 18h 13m 46,1s. Привидна величина (магнитуда) објекта IC 4708 износи 14,4 а фотографска магнитуда 15,4. IC 4708 је још познат и под ознакама CGCG 301-24, PGC 61605.